# Phyllostegia ambigua
Phyllostegia ambigua är en kransblommig växtart som först beskrevs av Asa Gray, och fick sitt nu gällande namn av Wilhelm B. Hillebrand. Phyllostegia ambigua ingår i släktet Phyllostegia och familjen kransblommiga växter. Inga underarter finns listade i Catalogue of Life.